# Кристиансен, Рубен
Рубен Кристиансен (норв. Ruben Kristiansen; род. 20 февраля 1988, Будё) — норвежский футболист, защитник клуба «Бранн».

## Карьера
Кристиансен — воспитанник клуба «Нуррейса». В 2007 году перешел в команду 3-го дивизиона Норвегии «Шервёй». В 2010 году подписал контракт с клубом «Тромсдален». 11 апреля 2010 года дебютировал за клуб против команды «Лёв-Хам». В 2011 году играл за мини-футбольный клуб «Нордполен». 
В 2012 году Кристиансен перешел в клуб «Тромсё». 22 апреля 2012 года дебютировал в высшем дивизионе Норвегии против клуба «Русенборг». В 2013 году продлил контракт до 2016 года.
В марте 2014 года подписал трехлетний контракт с клубом «Волеренга». 6 апреля 2014 года дебютировал в матче против команды «Будё-Глимт».
10 августа 2015 года Кристиансен перешел в «Бранн», подписав контракт до 2018 года.Через два дня дебютировал за клуб в матче против «Осане». В декабре 2018 года продлил контракт на два года. 20 февраля 2020 года продлил действующие соглашение с клубом «Бранн» до 2021 года. После 162-х игр за клуб, 27 октября 2021 года в третий раз продлил контракт, сроком до 2022 года. В сентябре 2022 года продлил контракт ещё на один сезон.

### Сборная
Кристиансен имеет опыт в составе национальной сборной Норвегии до 23-х лет. За основную сборную Норвегии дебютировал 8 января 2013 года в товарищеском матче против сборной ЮАР.

## Статистика

### Выступления за клубы
| Выступление      | Выступление      | Выступление      | Лига | Лига | Кубок | Кубок | Еврокубки | Еврокубки | Итого | Итого |
| Клуб             | Лига             | Сезон            | Игры | Голы | Игры  | Голы  | Игры      | Голы      | Игры  | Голы  |
| ---------------- | ---------------- | ---------------- | ---- | ---- | ----- | ----- | --------- | --------- | ----- | ----- |
| Тромсдален       | Адекколига       | 2010             | 18   | 2    | 1     | 0     | —         | —         | 19    | 2     |
| Тромсдален       | Второй дивизион  | 2011             | 24   | 3    | —     | —     | —         | —         | 24    | 3     |
| Тромсдален       | Итого            | Итого            | 42   | 5    | 1     | 0     | —         | —         | 43    | 5     |
| Тромсё           | Типпелига        | 2012             | 16   | 1    | 4     | 0     | 6         | 0         | 26    | 1     |
| Тромсё           | Типпелига        | 2013             | 27   | 0    | 1     | 0     | 13        | 0         | 41    | 0     |
| Тромсё           | Итого            | Итого            | 43   | 1    | 5     | 0     | 19        | 0         | 67    | 1     |
| Волеренга        | Типпелига        | 2014             | 26   | 0    | 2     | 0     | —         | —         | 28    | 0     |
| Волеренга        | Типпелига        | 2015             | 16   | 0    | —     | —     | —         | —         | 16    | 0     |
| Волеренга        | Итого            | Итого            | 42   | 0    | 2     | 0     | —         | —         | 44    | 0     |
| Бранн            | Адекколига       | 2015             | 12   | 2    | —     | —     | —         | —         | 12    | 2     |
| Бранн            | Типпелига        | 2016             | 28   | 0    | —     | —     | —         | —         | 28    | 0     |
| Бранн            | Элитсерия        | 2017             | 28   | 1    | 2     | 0     | 2         | 0         | 32    | 1     |
| Бранн            | Элитсерия        | 2018             | 13   | 0    | —     | —     | —         | —         | 13    | 0     |
| Бранн            | Элитсерия        | 2019             | 28   | 0    | —     | —     | 2         | 0         | 30    | 0     |
| Бранн            | Элитсерия        | 2020             | 21   | 0    | —     | —     | —         | —         | 21    | 0     |
| Бранн            | Элитсерия        | 2021             | 26   | 1    | 1     | 0     | —         | —         | 27    | 1     |
| Бранн            | ОБОС-лига        | 2022             | 30   | 0    | 5     | 0     | —         | —         | 35    | 0     |
| Бранн            | Элитсерия        | 2023             | 10   | 0    | 1     | 0     | —         | —         | 11    | 0     |
| Бранн            | Итого            | Итого            | 196  | 4    | 9     | 0     | 4         | 0         | 209   | 4     |
| Всего за карьеру | Всего за карьеру | Всего за карьеру | 323  | 10   | 17    | 0     | 23        | 0         | 363   | 10    |

### Матчи Кристиансена за сборную Норвегии
| Матчи Кристиансена за сборную Норвегии | Матчи Кристиансена за сборную Норвегии | Матчи Кристиансена за сборную Норвегии | Матчи Кристиансена за сборную Норвегии | Матчи Кристиансена за сборную Норвегии | Матчи Кристиансена за сборную Норвегии |
| -------------------------------------- | -------------------------------------- | -------------------------------------- | -------------------------------------- | -------------------------------------- | -------------------------------------- |
| №                                      | Дата                                   | Соперник                               | Счёт                                   | Голы Кристиансена                      | Соревнование                           |
| 1                                      | 8 января 2013                          | ЮАР                                    | 1:0                                    | —                                      | Товарищеский матч                      |
| 2                                      | 12 января 2013                         | Замбия                                 | 0:0                                    | —                                      | Товарищеский матч                      |
| 3                                      | 11 июня 2013                           | Македония                              | 2:0                                    | —                                      | Товарищеский матч                      |
| 4                                      | 18 января 2014                         | Польша                                 | 0:3                                    | —                                      | Товарищеский матч                      |

Итого: 4 матча / 0 голов; 2 победы, 1 ничья, 1 поражение.